# Batalla de Yaguachi
La batalla de Yaguachi o batalla de Cone fou un enfrontament armat que va tenir lloc el 19 d'agost de 1821 entre, per una banda, tropes independentistes guayaquilenyes i reforços colombians, sota el comandament d'Antonio José de Sucre, i per l'altra, tropes reialistes liderades pel coronel Francisco González.

## Antecedents
Després de les victòries reialistes a la primera batalla de Huachi i a Verdeloma, durant novembre i desembre de 1820, les forces espanyoles tornaven a controlar tota la serra equatoriana. En aquesta situació, els reialistes van decidir atacar i capturar Guayaquil per eliminar l'amenaça patriota en tots els territoris de la Reial Audiència de Quito. Així, el general Melchor Aymerich estableix el seu quarter general a Riobamba i divideix les seves forces per baixar cap a la costa per dos fronts; el primer grup sortiria de Riobamba i avançaria per la ruta de Guaranda fins a Babahoyo, mentre que el segon grup, comandat pel coronel Francisco González, sortiria de Cuenca i per la ruta de Yaguachi arribaria a Babahoyo per unir-se al primer grup.
Mentrestant, a Guayaquil arribaren emissaris des del Protectorat del Perú, que en aquells moments dirigia San Martín, i des de Colòmbia, sota les ordres de Bolívar. En concret, els emissaris peruans foren els coronels Tomás Guido i Toribio de Luzurriaga, arribats el novembre de 1820, mentre que el febrer arribava des de Colòmbia el general José Mires i, després, al maig, el general Antonio José de Sucre. Això va fer reviure les velles tensions existents entre Perú i Colòmbia per la possessió de l'important port de Guayaquil i de la seva província. La junta guayaquilenya va decidir associar-se més estretament amb Colòmbia, tot i que no de forma definitiva. El fet que amb Sucre arribessin armes, municions i 700 soldats fou decisiu per inclinar la balança cap als interessos colombians. L'acord signat entre Sucre i la junta de la Província Lliure de Guayaquil establia que la província quedava «sota els auspicis i protecció de la República de Colòmbia» i que el comandament de totes les tropes de la província quedava en mans de Sucre, que estableix el seu quarter general a Samborondón i el gruix de les seves tropes a Babahoyo.

## Batalla
Sucre, assabentat de l'avenç reialista en dos fronts, que deixaria les seves tropes a Babahoyo envoltades, decideix concentrar les forces i atacar González abans que es reuneixi amb Aymerich, a les rodalies de Yaguachi, a l'actual província de Guayas (Equador). Organitza una força de reserva que envia a Portoviejo, ordena l'avenç de l'avantguarda dirigida pel general Mires i programa la marxa del gruix dels efectius per al 17 d'agost de 1821. El dia de la marxa recorren 55 km per arribar a Yaguachi i la cavalleria busca una bona posició per enfrontar-se a les tropes de González, al voltant del lloc anomenat Cone.
A l'alba del dia 19 d'agost, les tropes de Sucre avancen fins al lloc prèviament decidit per la cavalleria. Abans de l'arribada del gruix patriota, però, la vanguardia ja va començar a topar amb les tropes reialistes de González. El terreny, pla però boscós, només permetia un desplegament còmode a banda i banda del camí que el travessava. Les tropes d'avantguarda del batalló Santander (dues companyies) es pogueren desplegar entre el bosc i juntament amb dues companyies del batalló Libertadores dugueren bona part del pes del combat. Després d'una estona d'intercanvi de foc, i malgrat que els espanyols van aconseguir formar en quadre, les tropes reialistes es van veure sobrepassades pels flancs i van començar a retirar-se. En la persecució subsegüent, la força reialista va quedar finalment derrotada. Les tropes de González van patir més de 200 baixes i 600 presoners.

### Ordre de batalla
Forces patriotes (general Antonio José de Sucre)
- Batalló Albión (300 homes)
- Batalló Voluntarios de la Patria (300 homes)
- Batalló Santander (500 homes)
- Batalló Libertadores núm. 2 (300 homes)
- Esquadró Guías (60 homes)
- Esquadró Dragones (100 homes)

Forces reialistes (coronel Francisco González)
- Batalló Constitución (600 homes)
- Batalló Ligero de los Andes (500 homes)

## Conseqüències
Eliminada l'amenaça de la força de González, Sucre té les mans lliures per avançar contra la força d'Aymerich. Per això, el mateix dia 20 d'agost ordena l'avenç cap a Babahoyo, on arriba aquell mateix dia. Aymerich, assabentat de la derrota de González, decideix retirar-se novament cap a Riobamba. La victòria de Sucre, en la seva primera acció en terres guayaquilenyes, va assegurar la independència definitiva de la Província Lliure de Guayaquil i va permetre organitzar adequadament les forces patriotes per tornar a intentar l'avenç cap a Quito.